# Unsere jugend
unsere jugend – Die Zeitschrift für Studium und Praxis der Sozialpädagogik –  (Abkürzung uj) ist eine deutsche Fachzeitschrift zu Theorie und Praxis der Sozialpädagogik und Sozialarbeit.
Die Fachzeitschrift erscheint seit 1954 im Münchner Ernst Reinhardt Verlag, derzeit zehn Mal jährlich mit zwei Doppelnummern. Der Jahresumfang beträgt etwa 500 Seiten.

## Geschichte
1949 wurde Unsere Jugend. Zeitschrift für Jugendhilfe in Wissenschaft und Praxis (späterer  Untertitel: Zeitschrift für Praxis und Wissenschaft) von der Leiterin des Städtischen Jugendamtes München Elisabeth Bamberger ins Leben gerufen. Sie erschien im Verlag M. Steinebach. Die ersten Mitherausgeber waren Hermine Albers, Adolf Busemann, Gustav von Mann und Ella Kay. Andreas Mehringer zeichnete 38 Jahre als erster Schriftleiter verantwortlich, dem anfänglich insbesondere Beiträge aus der damals umstrittenen Heimerziehung am Herzen lagen. In seiner Autobiographie erinnerte er sich später:
„Natürlich war und ist immer noch die Heimerziehung... bevorzugtes Thema; hier haben wir sicher mithelfen können, daß die alte Anstalt aufgegeben wurde, auch vor allem für die ganz hilflosen Heimkinder, nämlich Säuglinge.“

## Inhalt
Mit ihren aktuellen Beiträgen zur Situation von Kindern und Jugendlichen und ihrem sozialen Umfeld wendet sich unsere jugend an Fachkräfte in der Kinder- und Jugendhilfe, in Heimen, in Kindertagesstätten und anderen sozialpädagogischen Institutionen. Ferner wendet sie sich an Studierende und Lehrende an Fach(hoch)schulen/-akademien für Sozialpädagogik und Universitäten, an Mitarbeiter in Jugendämtern und Sozialbehörden sowie an Bildungs- und Sozialpolitiker.
Zu jeder Ausgabe gehören ein Editorial der Schriftleiterinnen, ein Schwerpunktthema sowie viele aktuelle Meldungen, Termine, Rezensionen aus den Aufgabenfeldern der Kinder- und Jugendhilfe, allgemein der Sozialen Arbeit und der Sozialpädagogik.

## Schriftleitung
- 1949–1987: Andreas Mehringer
- 1988–2000: Marika Mörschner (später Meyer)
- 2001–2005: Roland Merten
- 2006–2015: Sabine Behn, Gabriele Bindel-Kögel
- 2016–2020: Karsten Speck
- seit 2021: Michael Macsenaere und Monika Feist-Ortmanns

## Herausgeber
- Kristin Ferse
- Michael Macsenare
- Roland Merten
- Karsten Speck